# دومينغو ماسارو
دومينغو ماسارو (بالإسبانية: Domingo Massaro)‏ هو لاعب كرة قدم وحكم كرة قدم تشيلي، ولد في 28 أغسطس 1927. لعب مع أوداكس إيتاليانو.

## وصلات خارجية
- دومينغو ماسارو على موقع الاتحاد الدولي (مؤرشف)  (الإنجليزية)
- دومينغو ماسارو على موقع عالم كرة القدم.نت (الإنجليزية)
- دومينغو ماسارو على موقع أوليمبيديا (الإنجليزية)